# كيماويات زراعية

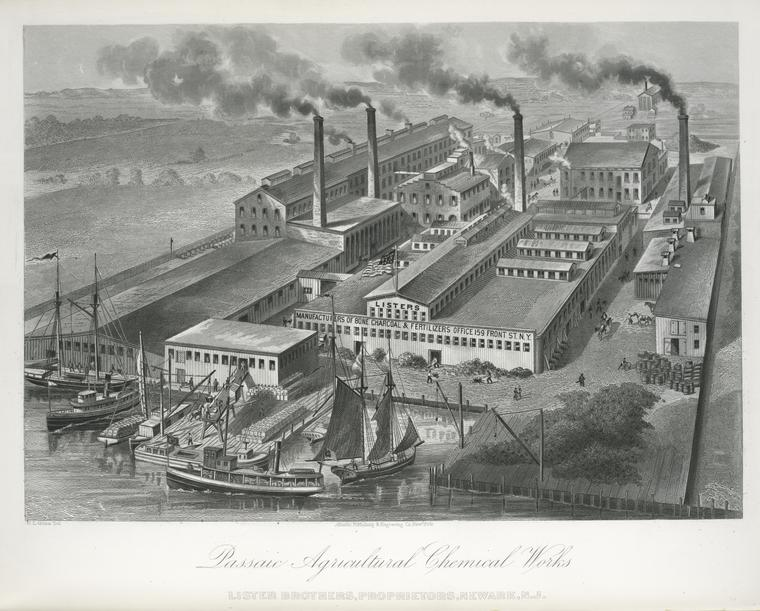

الكيماويات الزراعية أو الكيميائية الزراعية هي منتجات كيماوية مستخدمة في الزراعة. في معظم الحالات  تشير الكيماويات الزراعية إلى مبيدات الأفات بما في ذلك مبيدات الحشرات والأعشاب والفطريات والخيطيات. وتشمل أيضًا الأسمدة الاصطناعية وهرمونات النمو وغيرها من العوامل الكيميائية ومخزون السماد الطبيعى المركز.

## البيئة
و تعد الكثير من الكيماويات الزراعية سامة. والكيماويات الزراعية المخزنة بكميات كبيرة قد تشكل خطرا كبيرا على البيئة ومخاطر صحية، وخاصة في حالة الانسكاب عرضيًا. وفي كثير من البلدان يخضع استخدام الكيماويات الزراعية لقيود شديدة. حيث قد تكون التراخيص الصادرة عن الحكومة لشراء واستخدام الكيمايات الزراعية مطلوبة بشكل أساسي. وقد تترتب عقوبات شديدة نتيجة اساءة استعمال الكيماويات، بما في ذلك التخزين غير الملائم المؤدي للتسرب. وكثيرًا ما تخضع مرافق التخزين السليم والتصنيف ومعدات التنظيف الطارئ وإجراءات الأمان ومعدات وإجراءات مناولة واستخدام والتخلص من الكيماويات في المزارع  المعايير واللوائح الإلزامية وعادة ما تطبق الأنظمة من خلال عملية التسجيل.
على سبيل المثال، بالرغم من استخدام هرمون نمو البقر في الولايات المتحدة، إلا أنه ليس مصرحًا بإستخدامه في كندا وبعض الدول الأخرى خوفًا على صحة الأبقار.

## تاريخ
أُدخلت الكيماويات لحماية المحاصيل الزراعية من الآفات وزيادة إنتاج المحاصيل. ومن الكيماويات الزراعية الشائعة مبيدات الآفات والأسمدة. بسبب تكييف الحشرات مع المواد الكيميائية يجرى استخدام كيماويات جديدة، مما  تسبب في اثار جانبية للبيئة. ولا تُعد الكيماويات الزراعية غير فعالة تمامًا. ووفقا لمقال
«الزراعة ومبيدات الحشرات والأمن الغذائى وسلامة الأغذية» الذي كتبه فرناندو كارفالهو: فإن الأسمدة الكيماوية في الستينات هي المسؤولة عن بداية «الثورة الخضراء»، حيث أدى استخدام نفس مساحة الأرض واللجوء للري المكثف والأسمدة المعدنية مثل النيتروجين والفوسفور والبوتاسيوم إلى زيادة كبيرة في إنتاج الأغذية. وخلال السبعينات وحتى الثمانينات أدت بحوث المبيدات الحشرية إلى جعل الكيماويات أكثر انتقائية.
و قيد قيل أن السومريون منذ نحو 4500 عام قد استخدموا المبيدات في شكل مركبات الكبريت. وبالإضافة إلى ذلك فقد استخدم الصينيون قبل نحو 3200 سنة الأقمشة ومركبات الزرنيخ للقضاء على القمل.

## الشركات
و قد كانت شركة سينجينتا (Syngenta) الرائدة في مبيعات الكيماويات الزراعية في عام 2013 بعائدات بلغت قرابة 10.9 مليار دولار، وتلتها شركة باير (Bayer)، باسف (BASF)، داو اجروساينس (Dow AgroSciences)، مونستانو (Monsanto)، ثم شركة دو بونت (DuPont) بقرابة ال3.6 مليار دولار.